# Cecilioides tumulorum
Cecilioides tumulorum is een slakkensoort uit de familie van de Ferussaciidae. De wetenschappelijke naam van de soort is voor het eerst geldig gepubliceerd in 1856 door Bourguignat.